# Desa Suko (administrativ by i Indonesien, lat -7,45, long 112,68)
Desa Suko är en administrativ by i Indonesien.   Den ligger i provinsen Jawa Timur, i den västra delen av landet, 700 km öster om huvudstaden Jakarta.